# 23283 Jinjuyi
23283 Jinjuyi è un asteroide della fascia principale. Scoperto nel 2000, presenta un'orbita caratterizzata da un semiasse maggiore pari a 2,3959445 UA e da un'eccentricità di 0,0421590, inclinata di 4,60915° rispetto all'eclittica.